# Глигор Соколовић
Глигор Соколовић (Небрегово, 17. јануар 1872 — Небрегово, 29. јул 1910) је био српски четнички војвода с краја XIX и почетка 20. века.

## Биографија
Рођен је око 1870. године у селу Небрегово у Старој Србији (данашња Македонија). Прославио се још као сасвим млад, када је убио Али-Агу, обесног Турчина из Црнилишта који је у то време злостављао српски народ на подручју Старе Србије.
Након тога, 1895. године, Глигор се одметнуо у шуму са још неколико другова: Ђорђе Палаш из Присата, Риста Тодоровић из Дреновца и Коце из Оморана. Та чета је била страх и трепет за Турке и качакеа|ВМРО]]- ом и са грчким четницима (андартима). У Бугарској је пришао ВМРО-у и постао војвода у овој организацији. Учествовао је у Илинденском устанку. Турци су му, из одмазде ухвалити и убили оца Сокола Ламевића. Након тога, Глигор се повлачи у Бугарску. Тамо је сакупио чету и кренуо у борбу с Турцима. У једној од борби с Турцима, био је рањен у главу, и тада бежи у Србију.
Боравећи у Београду, војвода Глигор Соколовић је пришао новооснованој Српској четничкој организацији и убрзо образовао чету коју је у јесен 1904. одвео је у Прилепски крај. Учествовао је у скоро свим великим борбама српских четника и чета ВМРО-а: у мају 1905. на Орешким ливадама заједно са Бабунским и Тренком Рујановићем разбио већу комитску чету. Исте године са Бабунским, сукобио се са здруженим комитским четама војвода Константинова, Сугарова и Дачева на Мукосу и разбио их. Затим је у борби на Мовнатцу са Бабунским и Тренком Рујановићем напао комитску чету Ивана Наумова Алабакова и избацио из строја око 40 комита, док су се остали разбежали. Борбе су се наставиле до Хуријета, јула 1908. окончавајући се увек у корист српских четника.
Када је 1908. године изведена Младотурска револуција и када је реформистичка струја која је дошла на власт објавила Хуријет (слободу) за све потлачене хришћане, донесена је амнестија и за све одметнике од турске власти. По претходном договору престала је и српска и бугарска и грчка четничка акција. Тако су по упутству из Београда, све четничке војводе имале да се предају Шефкет Паши у Скопљу. Главне четничке војводе, Глигор Соколовић, Јован Бабунски, Тодор Крстић Алгуњски, Коста Пећанац, Цене Марковић, Ђорђе Скопљанче, Јован Долгач, Михаило Јосифовић, Јован Станојковић-Довезенски, Тренко Рујановић, Коце Дреновски, Петко Илић Нагорички, Риста Старачки, Стеван Недић Ћела, Јован Божиновић и други симболично су предали оружје Турцима.
Убијен је 1910. године у близини родног села Небрегова, где је и сахрањен.